# Haematoxylum brasiletto
Haematoxylum brasiletto är en ärtväxtart som beskrevs av Gustav Karl Wilhelm Hermann Karsten. Haematoxylum brasiletto ingår i släktet Haematoxylum och familjen ärtväxter. Inga underarter finns listade i Catalogue of Life.

## Bildgalleri

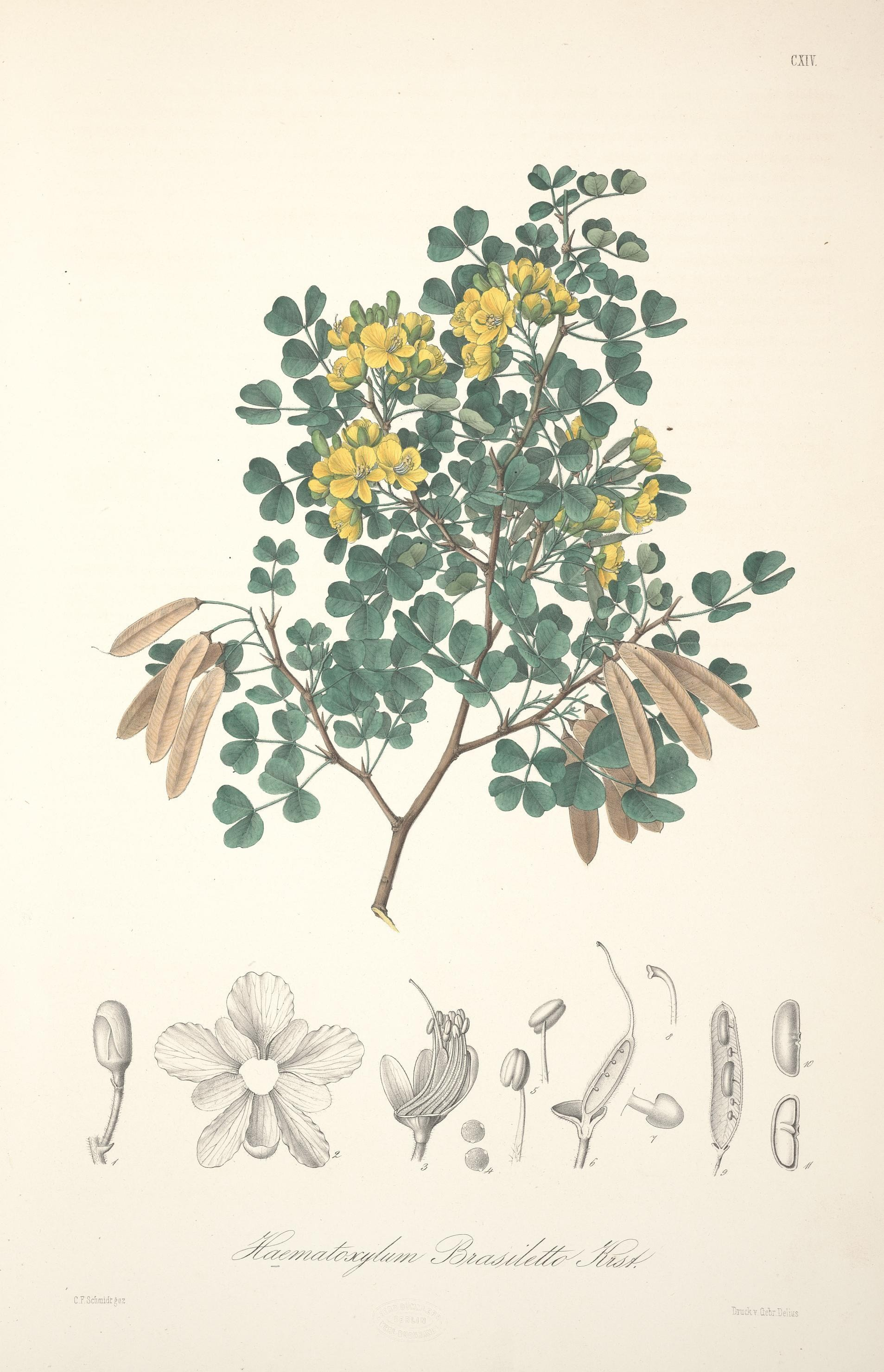
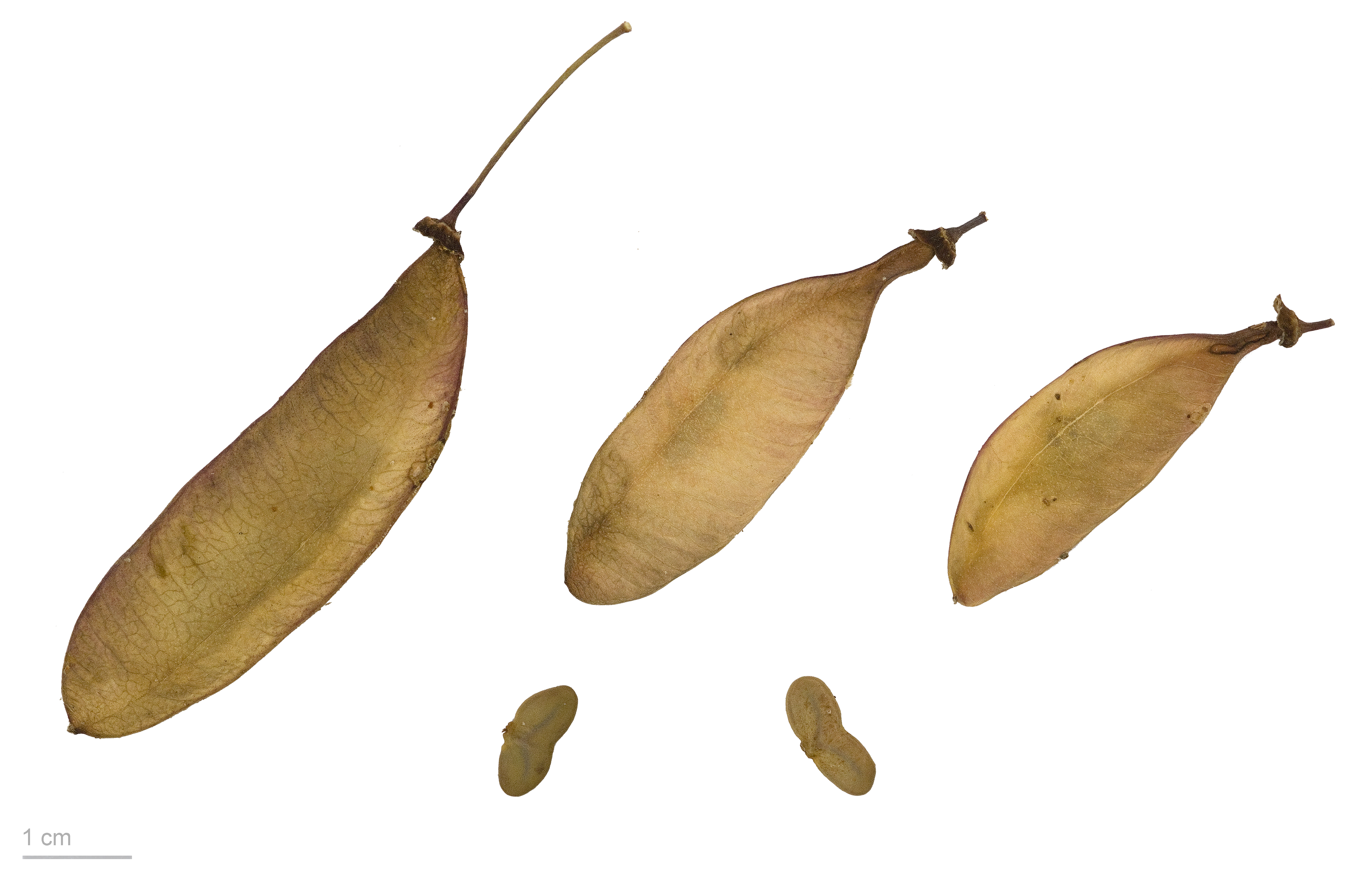
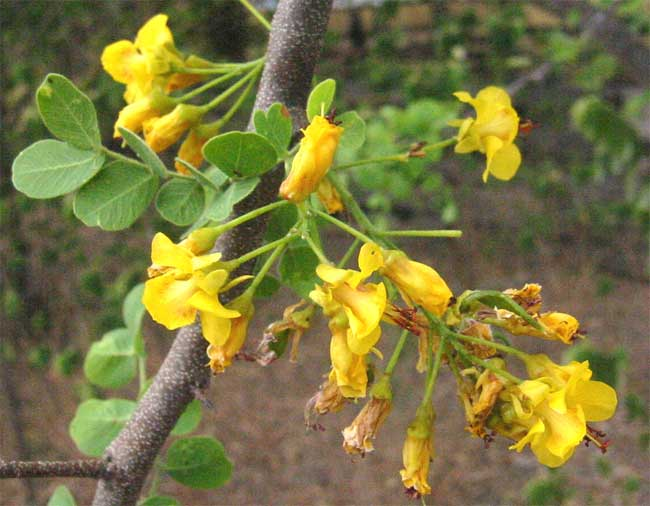
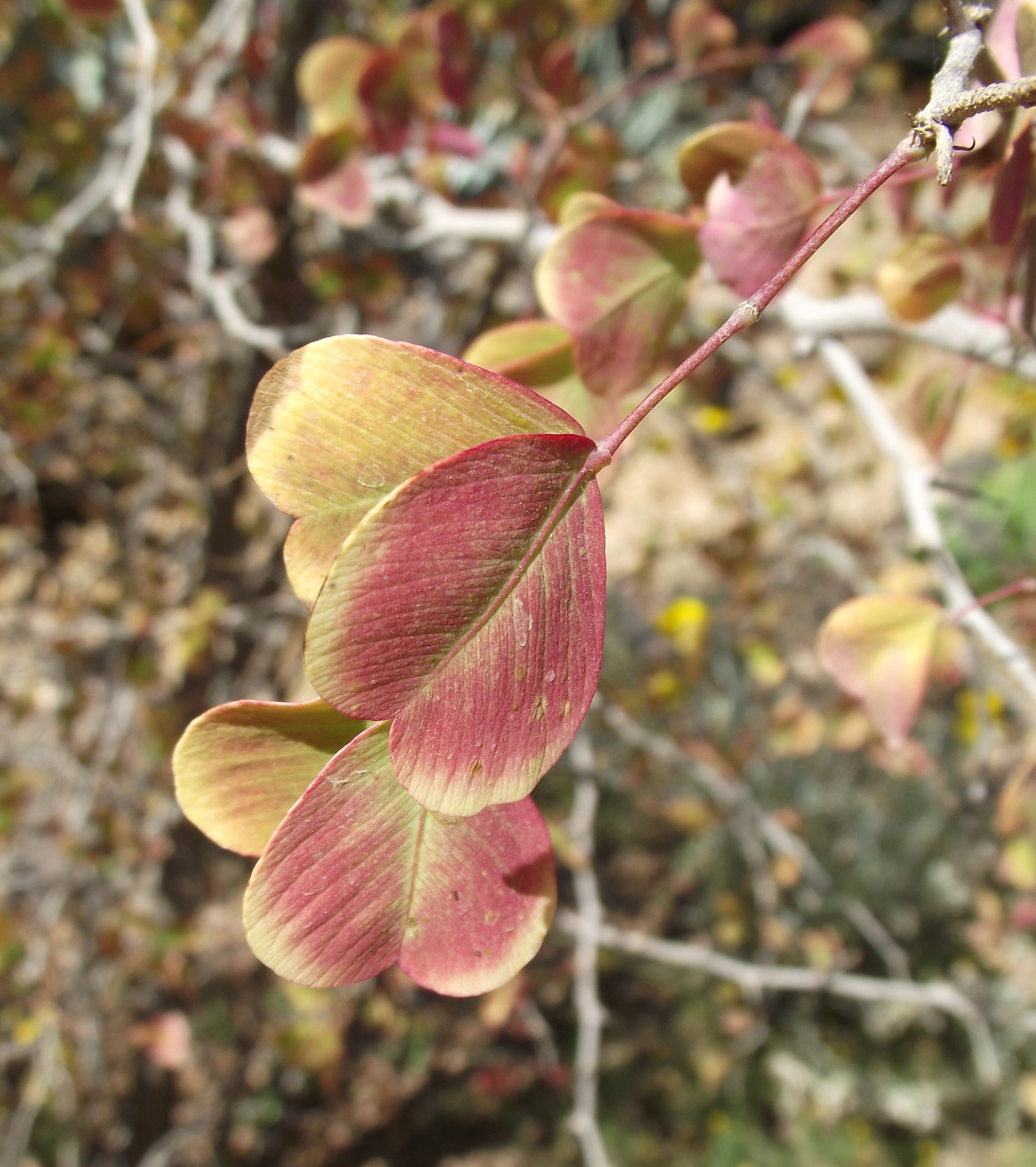